# Tizzano Val Parma
Tizzano Val Parma is een gemeente in de Italiaanse provincie Parma (regio Emilia-Romagna) en telt 2142 inwoners (31-12-2004). De oppervlakte bedraagt 78,2 km², de bevolkingsdichtheid is 27 inwoners per km².
De volgende frazioni maken deel uit van de gemeente: Vedi elenco.

## Demografie
Tizzano Val Parma telt ongeveer 1038 huishoudens. Het aantal inwoners daalde in de periode 1991-2001 met 6,9% volgens cijfers uit de tienjaarlijkse volkstellingen van ISTAT.
| Jaar | Inwoneraantal |
| ---- | ------------- |
| 1991 | 2283          |
| 2001 | 2126          |

## Geografie
Tizzano Val Parma grenst aan de volgende gemeenten: Corniglio, Langhirano, Neviano degli Arduini, Palanzano.

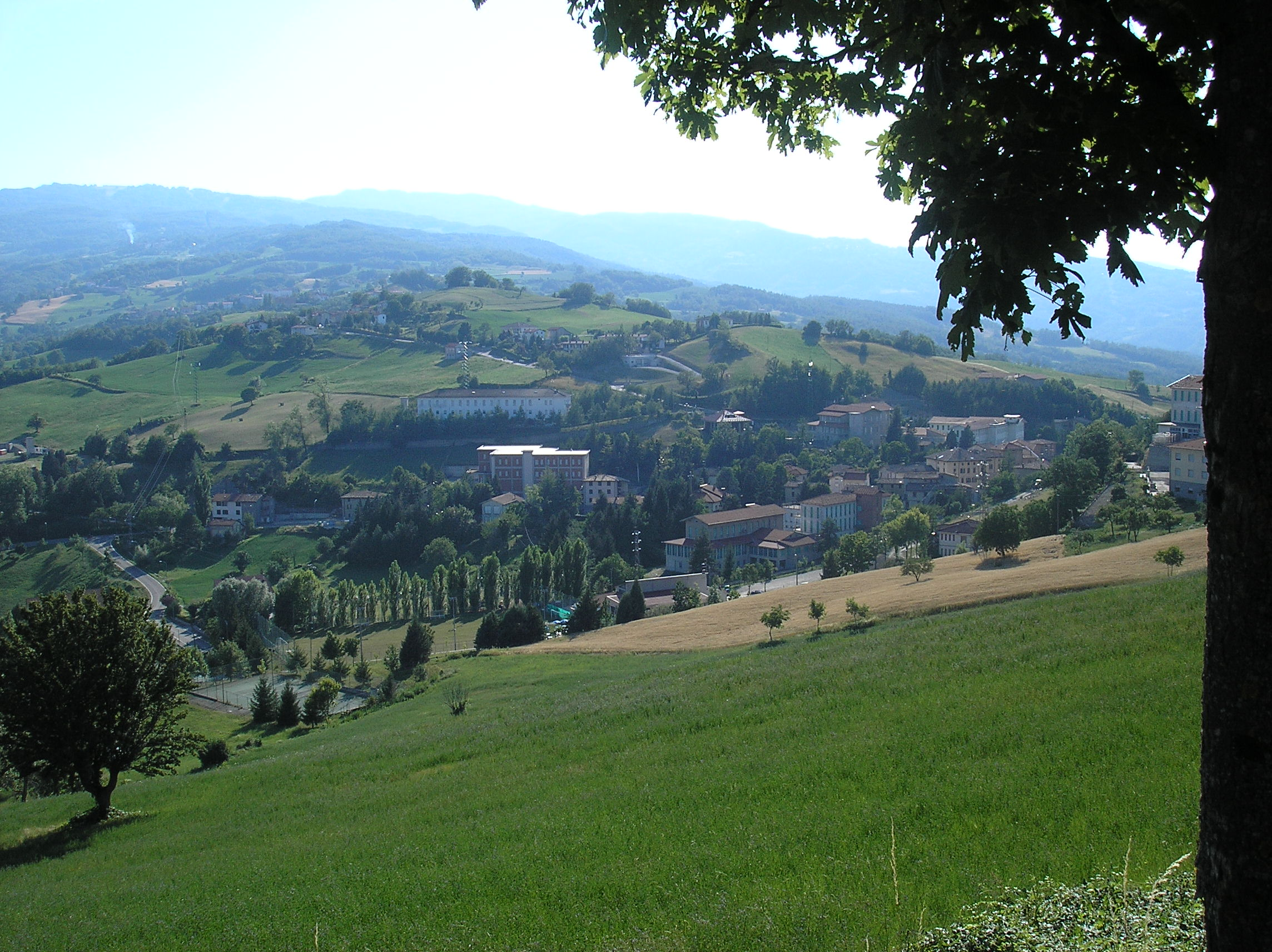
Lagrimone

Albareto · Bardi · Bedonia · Berceto · Bore · Borgo Val di Taro · Busseto · Calestano · Collecchio · Colorno · Compiano · Corniglio · Felino · Fidenza · Fontanellato · Fontevivo · Fornovo di Taro · Langhirano · Lesignano de' Bagni · Medesano · Mezzani · Monchio delle Corti · Montechiarugolo · Neviano degli Arduini · Noceto · Palanzano · Parma · Pellegrino Parmense · Polesine Parmense · Roccabianca · Sala Baganza · Salsomaggiore Terme · San Secondo Parmense · Sissa Trecasali · Solignano · Soragna · Sorbolo · Terenzo · Tizzano Val Parma · Tornolo · Torrile · Traversetolo · Valmozzola · Varano de' Melegari · Varsi · Zibello
- Virtual International Authority File: 236145271

1. ↑  https://demo.istat.it/?l=it.